# Callicarpa elegans
Callicarpa elegans là một loài thực vật có hoa trong họ Hoa môi. Loài này được Hayek mô tả khoa học đầu tiên năm 1906.